# Church of the Lutheran Confession
Church of the Lutheran Confession (CLC, CoLC) är ett evangelisk-lutherskt kyrkosamfund i USA.
Samfundet grundades 1960 av framför allt tidigare medlemmar i Wisconsin Evangelical Lutheran Synod och Evangelical Lutheran Synod. Anledningen var att dessa kyrkor inte var tidiga nog att bryta kyrkogemenskap med Lutheran Church - Missouri Synod, som man menade hade avfallit från den rena lutherska läran. Samfundet har idag cirka 9 000 medlemmar i 75 församlingar.